# Au cœur de la vie
Au cœur de la vie est un film français réalisé en 1962 par Robert Enrico, sorti en 1968.

## Synopsis
Au cœur de la vie est composé de trois courts métrages tirés de nouvelles d'Ambrose Bierce ayant pour cadre la guerre de Sécession à partir d'avril 1861 : L'Oiseau moqueur, La Bataille de Chickamauga et La Rivière du hibou.

## Fiche technique
- Titre : Au cœur de la vie
- Réalisation : Robert Enrico, d'après Ambrose Bierce
- Scénario et adaptation : Robert Enrico
- Photographie : Jean Boffety
- Musique : Henri Lanoë
- Assistant : Jean-François Adam et Claude Othnin-Girard
- Décors : Frédéric de Pasquale
- Montage : Henri Lanoë, Catherine Delmas, Denise de Casabianca, Robert Enrico
- Sociétés de production : Franco-London Films, Films du Centaure, Sinfonia Films
- Directeurs de production : Paul de Roubaix, René Aubois
- Pays d'origine :  France
- Durée : 95 min
- Date de sortie : 
  - France : 21 février 1968

## Distribution
- Stéphane Fey
- François Frankiel
- Éric Frankiel
- Frédérique Ruchaud
- Georgette Larson
- Edwine Moatti
- Pilou Boffety
- Roger Jacquet
- Anne Cornaly
- Micheline Catty

## Tournage
Le film a été tourné :
- dans le département du Gard à Anduze

## Distinctions
- 1962 : Palme d'or du court métrage au Festival de Cannes et grand prix des Journées internationales du film de court-métrage pour La Rivière du hibou.
- 1963 : Prix de la mise en scène et Prix de la critique internationale au Festival international du film de Saint-Sébastien.